# (37938) 1998 GH9
1998 GH9 (asteroide 37938) é um asteroide da cintura principal. Possui uma excentricidade de 0.06139210 e uma inclinação de 14.07025º.
Este asteroide foi descoberto no dia 2 de abril de 1998 por LINEAR em Socorro.